# Lajtos Árpád
Szentmáriai Lajtos Árpád (Pancsova, 1910. november 22. – Budapest, 1986. május 25.) katonatiszt, 1940 és 1949 között vezérkari tiszt, Dajka Margit Kossuth-díjas színművésznő utolsó férje.

## Pályája

### Út a vezérkarba (1928–1940)
Katonacsalád sarja. Az érettségi után, 1928-tól a Ludovika Akadémián tanult, 1932. augusztus 20-án avatták hadnaggyá. Szolgálatra a Budapesten állomásozó 2. honvéd gyalogezredhez osztották be. 1935-ben főhadnaggyá léptették elő.
1936-ban felvették a vezérkari tiszteket képző, akkoriban a trianoni rendelkezések miatt még fedőnéven – Magyar Királyi Honvéd Tiszti Szabályzatismertető Tanfolyamként – működő Magyar Királyi Honvéd Hadiakadémiára. 1940-ben próbaszolgálatra a szegedi 14. gyalogdandárhoz, Stomm Marcel parancsnoksága alá osztották be. 1941. április 4-én nevezték ki századossá (1940. május 1-jei rangszámmal). 1940 decemberétől a Debrecenben állomásozó 17. honvéd gyalogezred vezérkari tisztje.

### A második világháborúban és a hadifogságban (1941–1948)
1941-ben kinevezték a 6. hadtest vezérkari osztályának vezetőjévé, majd 1942 októberében átvezényelték a fronton harcoló Magyar 2. hadsereg hadműveleti osztályára. A doni katasztrófa után a német főhadiszálláson volt összekötő tiszt. A 2. hadsereg maradékainak hazatérése után a Vezérkari Főnökség 1. (hadműveleti) osztályára került. 1943. július 1-jétől a 3. magyar hadsereg, azután az ungvári 24. gyaloghadosztály vezérkari főnöke volt 1944. június 8-áig, amikor Farkas Endre váltotta le.
1944 júliusától a Hadiakadémián harcászatot oktatott. Az 1944. október 15-én megalakult Szent László hadosztály vezérkari főnökévé nevezték ki, immár vezérkari őrnagyként. A nagy veszteségeket elszenvedett hadosztályt a kifejezett német parancs ellenére kivonta a tűzvonalból, és a Balaton térségében pihentette. Az előrenyomuló szovjet hadseregnek – saját elhatározásból – harc nélkül átadta Balatonfüredet. Hadifogolyként a Szovjetunióba került, csak 1948 szeptemberében tért haza.

### Börtönben és hivatásától eltiltva (1949–1986)
A Honvédelmi Minisztérium Igazoló Bizottsága 1949 januárjában elbocsátotta a tisztikarból. A döntés ellen fellebbezett, de az 1949. augusztus 17-ei tárgyalás másodfokon jóváhagyta az ítéletet. Augusztus 30-án kémkedés koholt vádjával a Katonapolitikai Osztály lefogatta az úgynevezett Thomson kapitány-ügyben.
1950-ben 7 évi fegyházbüntetésre ítélték, 1956 augusztusában szabadult kegyelemmel. Fizikai munkákból élt (ablakmosás), utóbb műszaki fordítói munkát végzett. Közben, 1961-től az állambiztonság sürgetésére folyamatosan dolgozott a doni Magyar 2. hadsereg tragédiáját feltáró emlékiratain. Sára Sándornak sikerült szóra bírnia őt Krónika című, 1982-es, nagy port felvert monumentális dokumentumfilm-sorozatában, mely a doni katasztrófával foglalkozik.
Emlékiratainak 1989-es megjelentetését már nem érte meg. Felesége, Dajka Margit 1986. május 24-én bekövetkezett halála másnapján öngyilkos lett.

## Emlékiratai
- Lajtos Árpád őrnagy visszaemlékezései = Új Idő, 1989, 3. különszám).
- Lajtos Árpád, Emlékezés a 2. magyar hadseregre, 1942–1943, sajtó alá rend., bev., jegyz. Szabó Péter, Szakály Sándor, Budapest, Zrínyi, 1989 (Sisak és cilinder), ISBN 963-326-928-8.
- Lajtos Árpád, Birodalmak árnyékában, bev. és jegyz. Szigethy Gábor, Budapest, Holnap, 2000, ISBN 963-346-372-6.